# Piper schuppii
Piper schuppii är en pepparväxtart som beskrevs av Alwyn Howard Gentry. Piper schuppii ingår i släktet Piper och familjen pepparväxter. Inga underarter finns listade i Catalogue of Life.